# Khalefa Ahmed Hamouda
Khalefa Ahmed Hamouda (ur. 23 listopada 1983) – piłkarz sudański grający na pozycji obrońcy. Od 2009 roku jest zawodnikiem klubu Al-Hilal.

## Kariera klubowa
Do 2008 roku Hamouda grał w klubie Al-Ahli Wad Madani. Na początku 2009 roku został zawodnikiem Al-Hilal z Omdurmanu. W latach 2009 i 2010 wywalczył z Al-Merreikh dwa tytuły mistrza Sudanu. Z klubem tym wygrał również Puchar Sudanu w 2009 roku.

## Kariera reprezentacyjna
W reprezentacji Sudanu Hamouda zadebiutował w 2011 roku. W 2012 roku został powołany do kadry na Puchar Narodów Afryki 2012.